# Northwest Rota-1
Le Northwest Rota-1 ou NW Rota-1 est un volcan sous-marin de l'Océan Pacifique, dans la mer des Philippines. Il est situé au nord-ouest de l'île de Rota, dans les îles Mariannes du Nord et s'élève à 517 mètres sous le niveau de la mer.

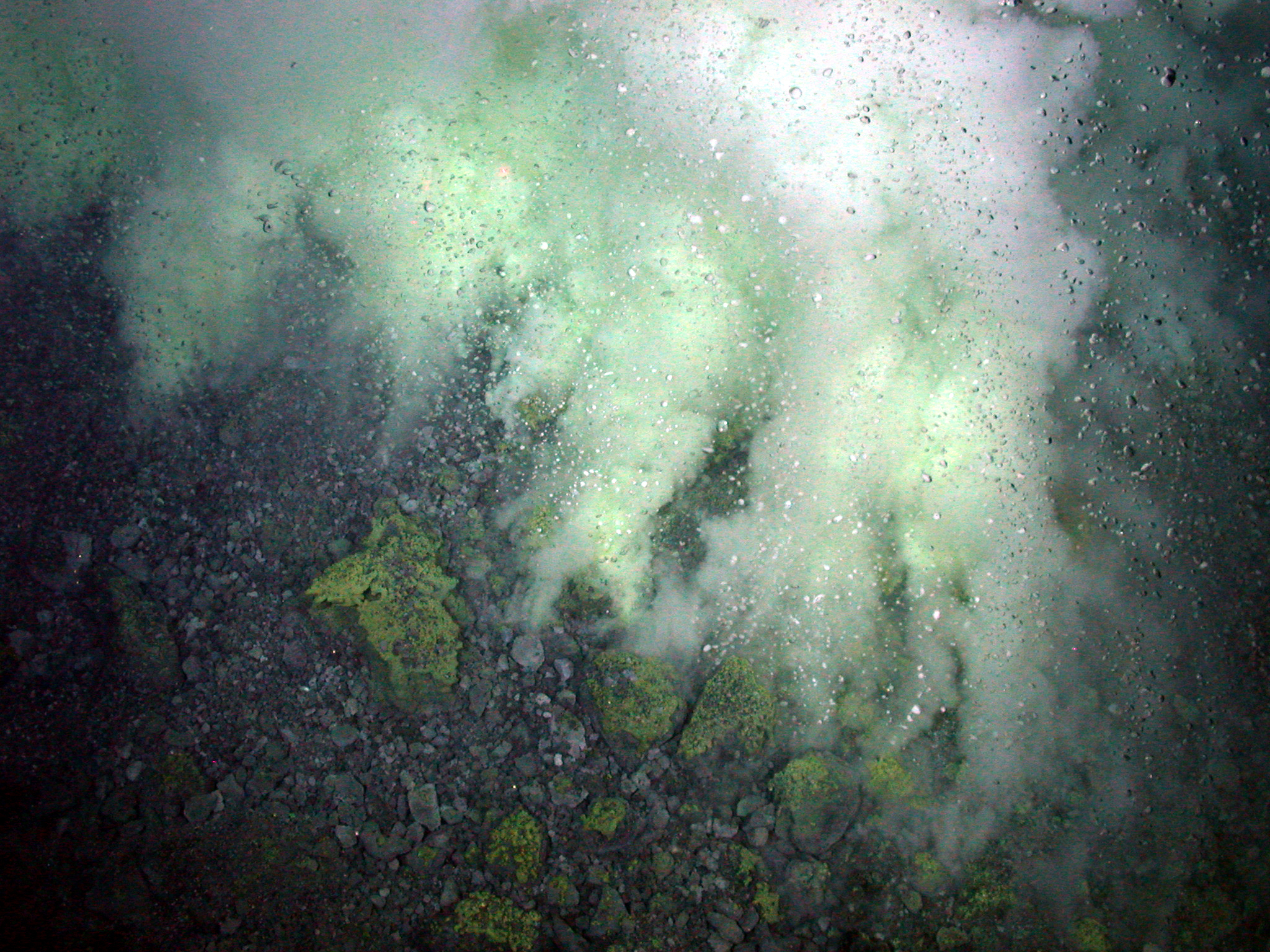
Dégazage de dioxyde de carbone et morceaux de soufre sur le Northwest Rota-1 en avril 2006.